# 聯合國毒品和犯罪問題辦公室

办公室标志

聯合國毒品和犯罪問題辦公室（英語：United Nations Office on Drugs and Crime，簡稱UNODC），位於聯合國維也納辦事處，成立於1997年。由聯合國藥物管制規劃署與國際預防犯罪中心合併而成。

## 历史
联合国国际药物管制署 （UNDCP） 和联合国维也纳办事处预防犯罪和刑事司法司合并为药物管制和预防犯罪办公室。

## 另見
- 联合国反腐败公约

## 引用文獻
1. ↑  
組織與結構 （页面存档备份，存于），UNODC秘書處。

## 外部連結
- UNODC官方網站 （页面存档备份，存于）